# Eudocima homaena
Eudocima homaena là một loài bướm đêm thuộc họ Erebidae. Nó được tìm thấy ở the 
Indian subregion, Đài Loan, Nicobars, bán đảo Mã Lai, Borneo, Philippines và trên đảo Christmas.
Ấu trùng ăn các loài Achyranthes, Cocculus, Cyclea, Menispermum và Tiliacora.

## Hình ảnh

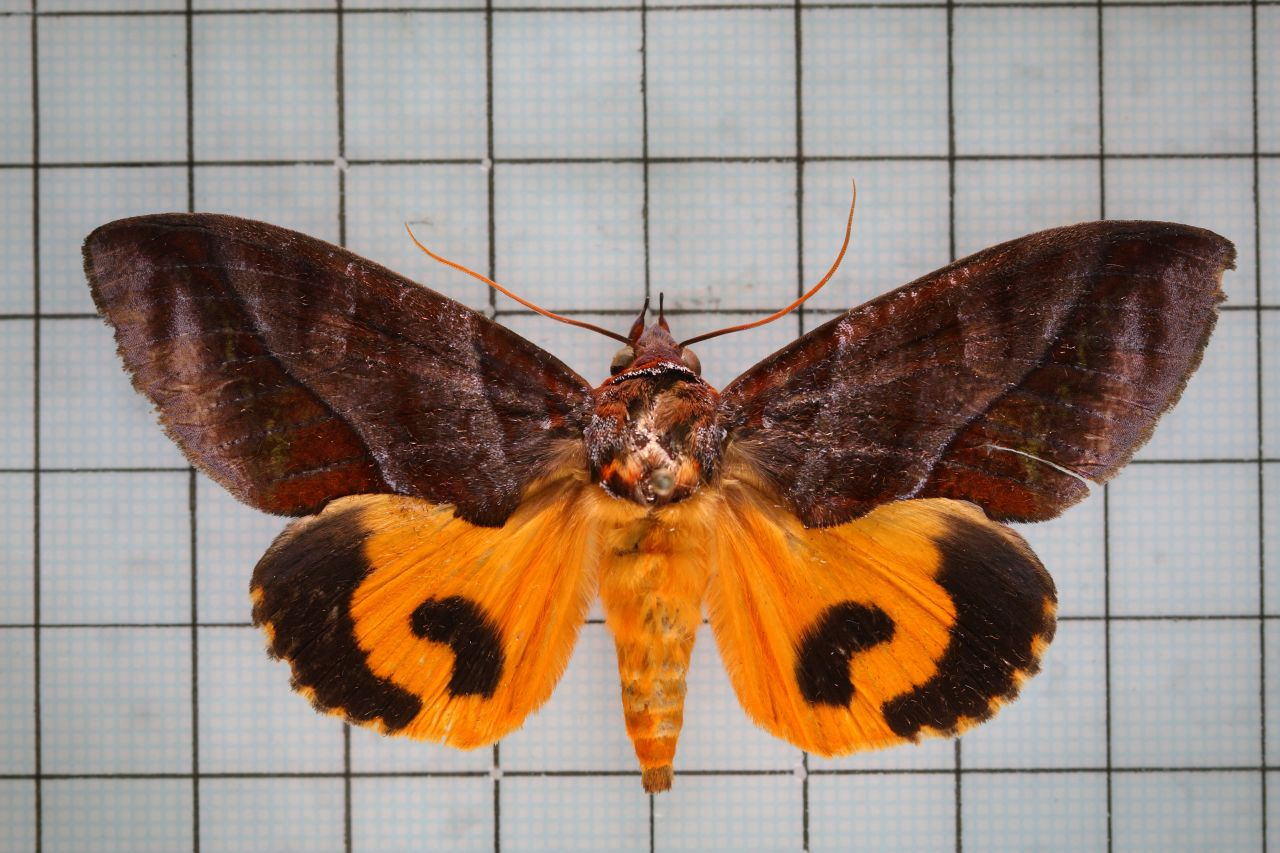
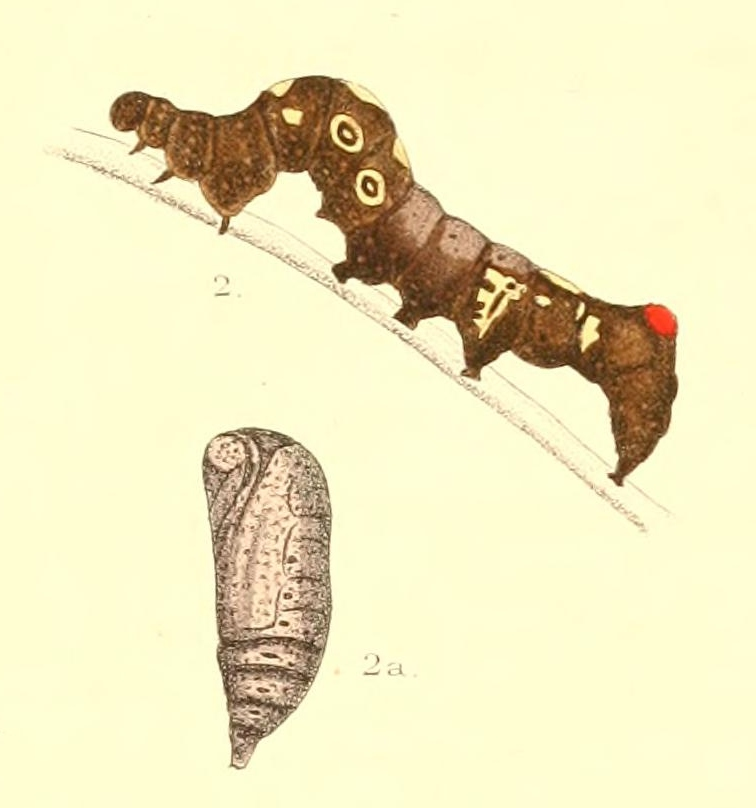
Sâu bướm và pupa
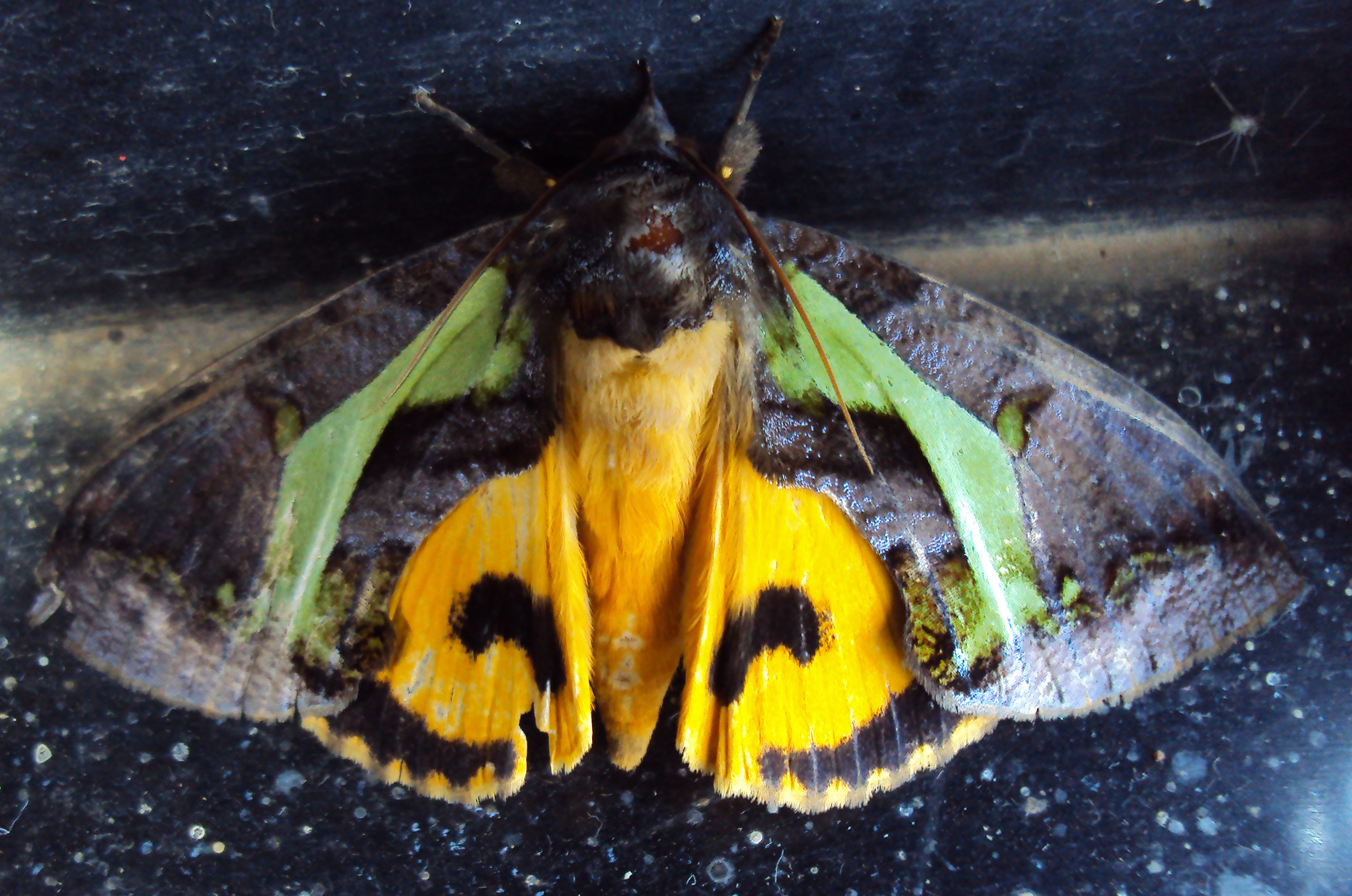
Female
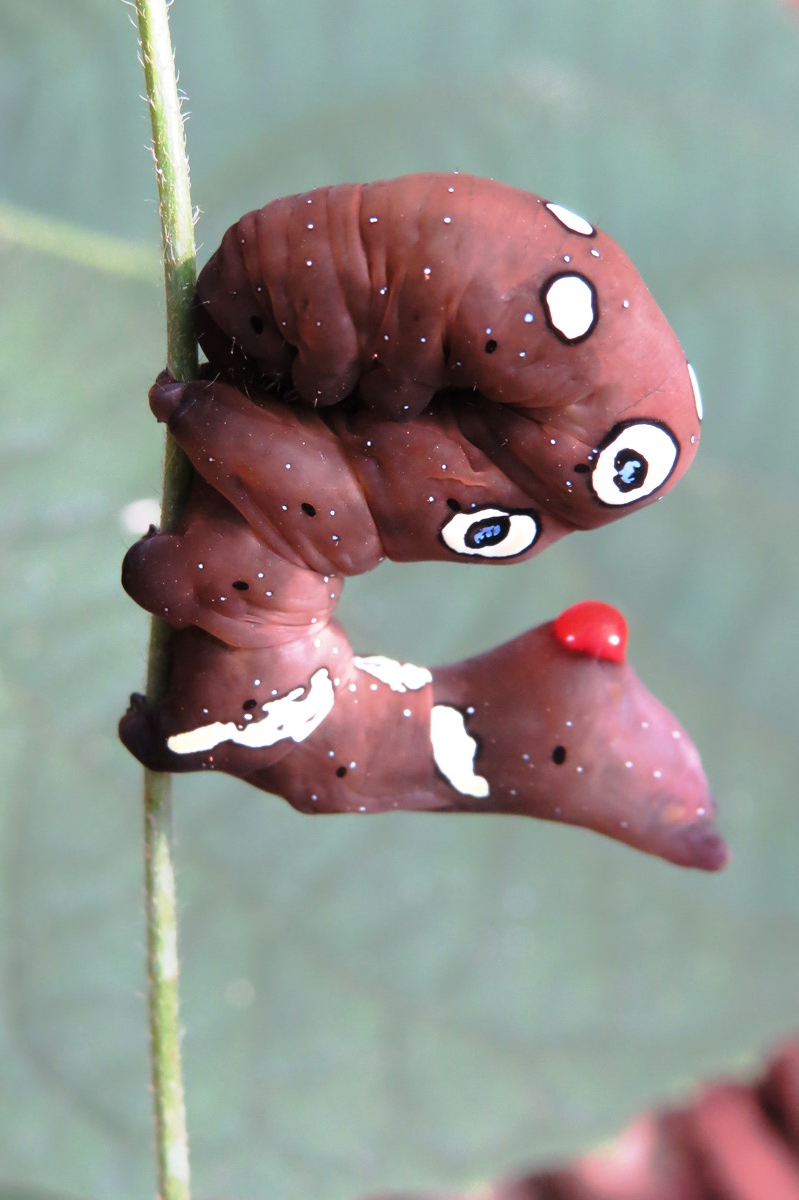
Caterpillar
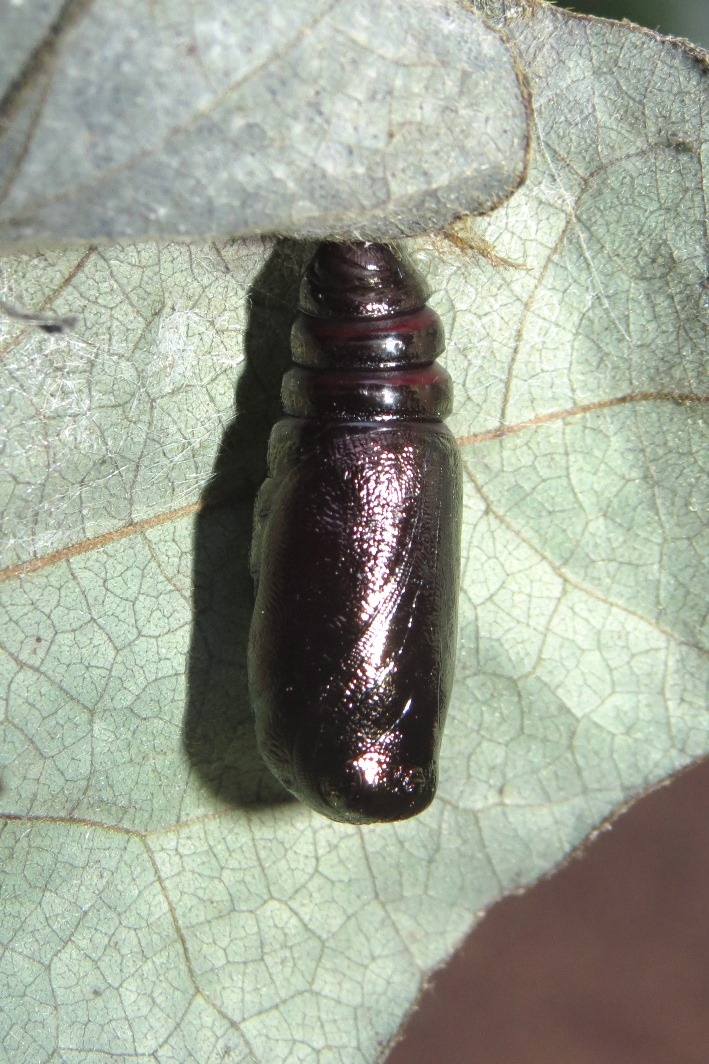
Pupa
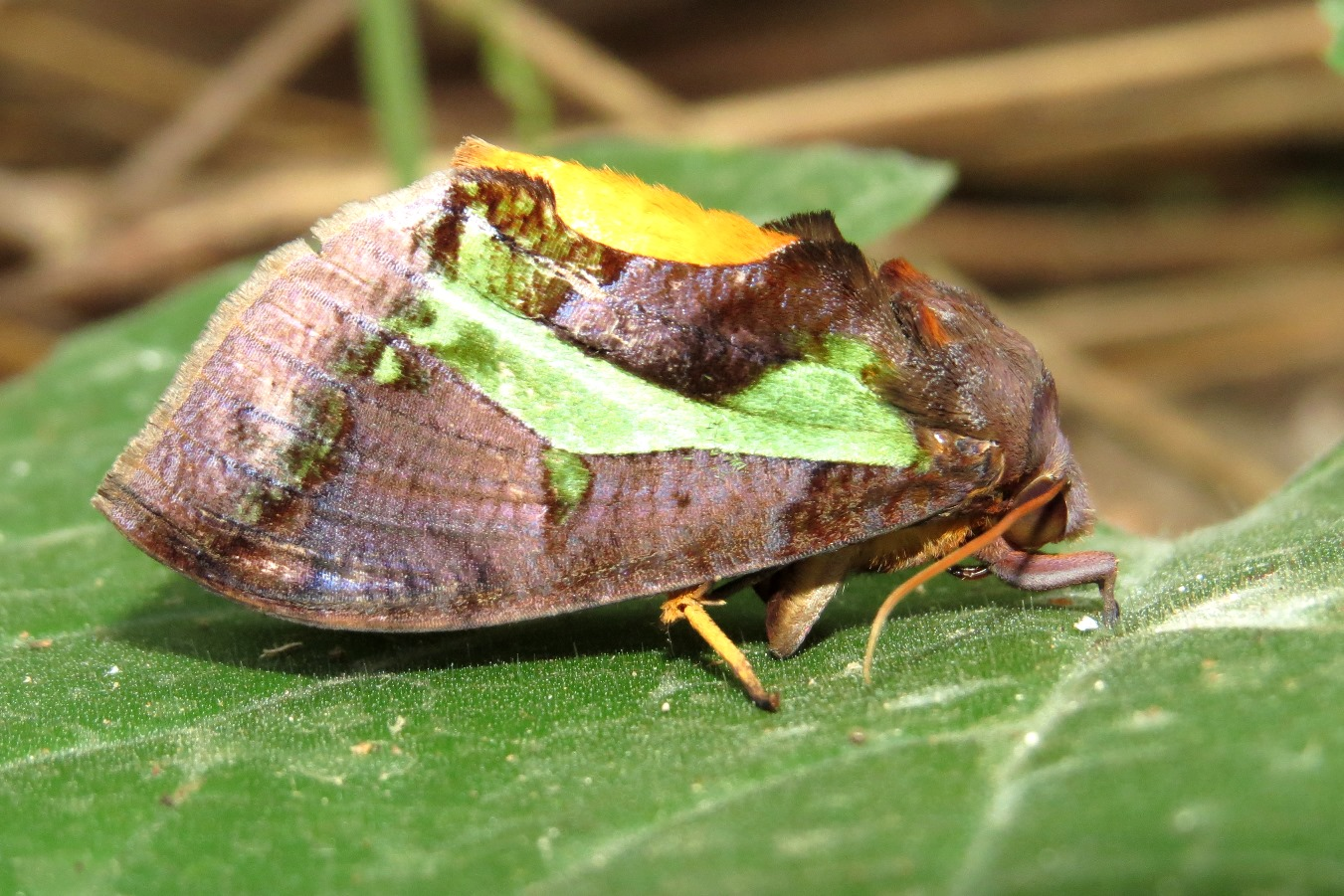
Adult lateral view